# Rigócsőr királyfi (film, 1984)
A Rigócsőr királyfi (eredeti cím: Král Drozdia Brada / Kral Drozdia Brada) az 1984-ben bemutatott csehszlovák-német mesefilm, a Grimm testvérek meséje alapján készült.

## Szereplők
| Szereplő               | Színész            | Magyar hang    |
| ---------------------- | ------------------ | -------------- |
| Anna hercegnő          | Adriana Tarábková  | Zentai Lilla   |
| Michal király / Beggar | Lukás Vaculík      | Lux Ádám       |
| Királynő               | Maria Schell       | Gombos Katalin |
| Matús király           | Gerhard Olschewski | Vajda László   |

További magyar hangok: Dörner György, Gruber Hugó, Halász Aranka, Hollós Olivér, Koroknay Géza, Papp János, Rátonyi Róbert, Rubold Ödön, Szokol Péter, Varga T. József, Versényi László

## Televíziós megjelenések
TV-1